# Пном Тьисор
Пном Тьисор (храм Сурьягири или Сурьяпарвата («гора бога солнца»), кхмер. ប្រាសាទភ្នំជីសូរ [pra: sa: t pnum ci: so:]), древний кхмерский храмовой комплекс, построенный Сурьяварманом I. Расположен 59 км к югу от Пномпеня, в провинции Такео.
Его постройкой и установкой там своей линги король обозначил самую южную точку своего государства.
Впечатляет и сам храмовой комплекс — к нему, вершине, зданиям и постройкам ведёт лестница из 400 ступеней, в различные периоды стоящим на платформе размером 99×78 метров.
Главный храм, сложенный из латерита и кирпича, с песчаниковыми рамами дверей и ниш, окружен руинами широкой галереи.